# 龍山區 (台灣)
龍山區為臺灣臺北市舊行政區之一，區名源自艋舺龍山寺，位於臺北市西南。區內為昔日艋舺市街，地勢平坦，建物密集。1990年裁撤併入新設之萬華區。

## 歷史
- 荷蘭統治時期、清領初期皆記為巴賽族「奇武卒社」、「里未社」活動區域[2]。
- 1740年：乾隆5年屬淡水海防廳淡水保大加蠟庄。乾隆25年屬淡水廳淡水保艋舺渡街。嘉慶年間改隸淡水廳大加蠟堡。同治年間屬大加蠟堡艋舺下崁庄[2]。
- 1879年：屬臺北府淡水縣大加蠟堡八甲庄（艋舺）、下崁庄（新富町部分區域，今屬富民里及富福里）[2]。
- 1895年：日治初期原臺北府改設臺北縣，1901年臺北縣裁撤，改隸臺北廳[2]。
- 1909年：屬臺北廳直轄艋舺區之大加蚋堡艋舺、古亭村區之大加蚋堡下崁庄。
- 1920年：臺北州及臺北市設立，街庄改制為大字，1922年町名改正，八甲町、老松町、若竹町、新起町、西門町、元園町、入船町、有明町、龍山寺町、新富町在戰後龍山區轄內。
- 1946年：合併八甲町、老松町、若竹町、新起町、西門町、元園町、入船町、有明町、龍山寺町、新富町為龍山區。
- 1990年：行政區重劃，龍山區與大部分雙園區、小部份城中區及古亭區合併為萬華區。

## 地理位置
北、東接城中區，西、南鄰雙園區，西北瀕淡水河，東南接古亭區。

## 行政區劃
| 菜園里 西門里 寧南里 祖師里 新起里 料館里 青山里 新廈里 富民里 福音里 富貴里 仁德里 重熙里 富裕里 富福里 |

| 臺北州臺北市                                         | 臺北州臺北市  | 龍山區     | 龍山區      | 龍山區     | 萬華區 |
| 艋舺                                                 | 1922年 4月    | 1946年 1月 | 1950年 12月 | 1981年 4月 | 現行   |
| ---------------------------------------------------- | ------------- | ---------- | ----------- | ---------- | ------ |
| 西門外街 新起後街                                    | 西門町        | 西門里     | 西門里      | 西門里     | 西門里 |
| 西門外街 新起後街                                    | 西門町        | 復榮里     | 復榮里      | 西門里     | 西門里 |
| 新起街 新起橫街                                      | 新起町        | 城西里     | 城西里      | 寧南里     | 西門里 |
| 新起街 新起橫街                                      | 新起町        | 城西里     | 寧南里      | 寧南里     | 新起里 |
| 新起街 新起橫街                                      | 新起町        | 新起里     | 新起里      | 新起里     | 新起里 |
| 新起街 八甲街                                        | 若竹町 老松町 | 公安里     | 公安里      | 新起里     | 新起里 |
| 頭北街 祖師廟前街                                    | 新起町        | 廟口里     | 廟口里      | 清水里     | 新起里 |
| 祖師廟橫街                                           | 新起町        | 清水里     | 清水里      | 清水里     | 新起里 |
| 後菜園街                                             | 元園町        | 菜園里     | 菜園里      | 菜園里     | 菜園里 |
| 布埔街                                               | 元園町        | 布埔里     | 布埔里      | 菜園里     | 菜園里 |
| 半路店街                                             | 元園町        | 路店里     | 路店里      | 菜園里     | 菜園里 |
| 帆寮街                                               | 元園町        | 帆寮里     | 帆寮里      | 祖師里     | 菜園里 |
| 祖師廟前街                                           | 元園町        | 祖師里     | 祖師里      | 祖師里     | 菜園里 |
| 土地後街                                             | 元園町        | 復旦里     | 復旦里      | 祖師里     | 菜園里 |
| 媽祖宮後街 竹子寮街 大溪口街 歡慈市街                | 入船町        | 溪口里     | 溪口里      | 祖師里     | 菜園里 |
| 媽祖宮後街 竹子寮街 大溪口街 歡慈市街                | 入船町        | 歡聚里     | 歡聚里      | 祖師里     | 菜園里 |
| 直街仔                                               | 入船町        | 直興里     | 直興里      | 祖師里     | 菜園里 |
| 新起街 頂新街 八甲街 蓮花街 北皮寮街 萬安街          | 若竹町        | 仁德里     | 仁德里      | 仁德里     | 仁德里 |
| 新起街 頂新街 八甲街 蓮花街 北皮寮街 萬安街          | 老松町        | 泰安里     | 泰安里      | 仁德里     | 仁德里 |
| 新起街 頂新街 八甲街 蓮花街 北皮寮街 萬安街          | 八甲町        | 舊站里     | 舊站里      | 重熙里     | 仁德里 |
| 新起街 頂新街 八甲街 蓮花街 北皮寮街 萬安街          | 新富町        | 新安里     | 新安里      | 重熙里     | 仁德里 |
| 祖師廟後街                                           | 若竹町        | 福音里     | 福音里      | 福音里     | 福音里 |
| 蓮花街 祖師廟橫街 後員街                             | 新富町        | 蓮花里     | 蓮花里      | 福音里     | 福音里 |
| 蓮花街 祖師廟橫街 後員街                             | 新富町        | 福安里     | 福安里      | 福音里     | 福音里 |
| 菜園內                                               | 新富町        | 富貴里     | 富貴里      | 富貴里     | 福音里 |
| 菜園內                                               | 新富町        | 富榮里     | 富榮里      | 富貴里     | 福音里 |
| 八甲街 北皮寮街                                      | 八甲町        | 福地里     | 福地里      | 富貴里     | 福音里 |
| 舊街 新店街 直興街 草店尾街 廈新街 水仙宮口街 頂新街 | 有明町        | 水仙里     | 水仙里      | 新廈里     | 富民里 |
| 舊街 新店街 直興街 草店尾街 廈新街 水仙宮口街 頂新街 | 入船町        | 歸仁里     | 歸仁里      | 新廈里     | 富民里 |
| 舊街 新店街 直興街 草店尾街 廈新街 水仙宮口街 頂新街 | 入船町        | 福佑里     | 福佑里      | 新廈里     | 富民里 |
| 舊街 新店街 直興街 草店尾街 廈新街 水仙宮口街 頂新街 | 有明町        | 新廈里     | 新廈里      | 新廈里     | 富民里 |
| 舊街 新店街 直興街 草店尾街 廈新街 水仙宮口街 頂新街 | 龍山寺町      | 頂新里     | 頂新里      | 富民里     | 富民里 |
| 大眾廟口街 蓮花街 北皮寮街                           | 新富町        | 大眾里     | 大眾里      | 富民里     | 富民里 |
| 下崁頂石路 下崁中石路                                | 新富町        | 富民里     | 富民里      | 富民里     | 富民里 |
| 北皮寮街                                             | 八甲町        | 東寮里     | 東寮里      | 富裕里     | 富福里 |
| 下崁頂石路                                           | 新富町        | 富裕里     | 富裕里      | 富裕里     | 富福里 |
| 下崁頂石路                                           | 新富町        | 富安里     | 富安里      | 富福里     | 富福里 |
| 丸窗仔                                               | 新富町        | 富福里     | 富福里      | 富福里     | 富福里 |
| 歡慈市街 大溪口街                                    | 入船町        | 青山里     | 青山里      | 青山里     | 青山里 |
| 舊街 新店街 後街仔街                                 | 有明町        | 義倉里     | 義倉里      | 青山里     | 青山里 |
| 大厝後街                                             | 龍山寺町      | 育英里     | 育英里      | 青山里     | 青山里 |
| 草仔鞍                                               | 龍山寺町      | 龍山里     | 龍山里      | 青山里     | 青山里 |
| 書院邊街 料館口街                                    | 龍山寺町      | 料館里     | 料館里      | 料館里     | 青山里 |
| 凹𦙒子街 粟倉口街                                    | 有明町        | 寶斗里     | 寶斗里      | 料館里     | 青山里 |
| 竹篙厝街 大厝口街                                    | 有明町        | 大竹里     | 大竹里      | 料館里     | 青山里 |
| 44小字                                               | 10町          | 44里       | 45里        | 16里       | 8里    |

## 學校
- 國立臺北護理專科學校
- 龍山國中
- 三極高工
- 龍山國中
- 龍山國小
- 老松國小
- 西門國小

## 外部連結
- 臺北市文獻委員會館藏民國49年臺北市區圖(龍山區) （页面存档备份，存于）